# 夜守龍屬
夜守龍屬（學名：Nyctiphruretus）意為「夜晚的守衛」，是種已滅絕爬行動物。夜守龍生存於二疊紀中期，外表類似蜥蜴。

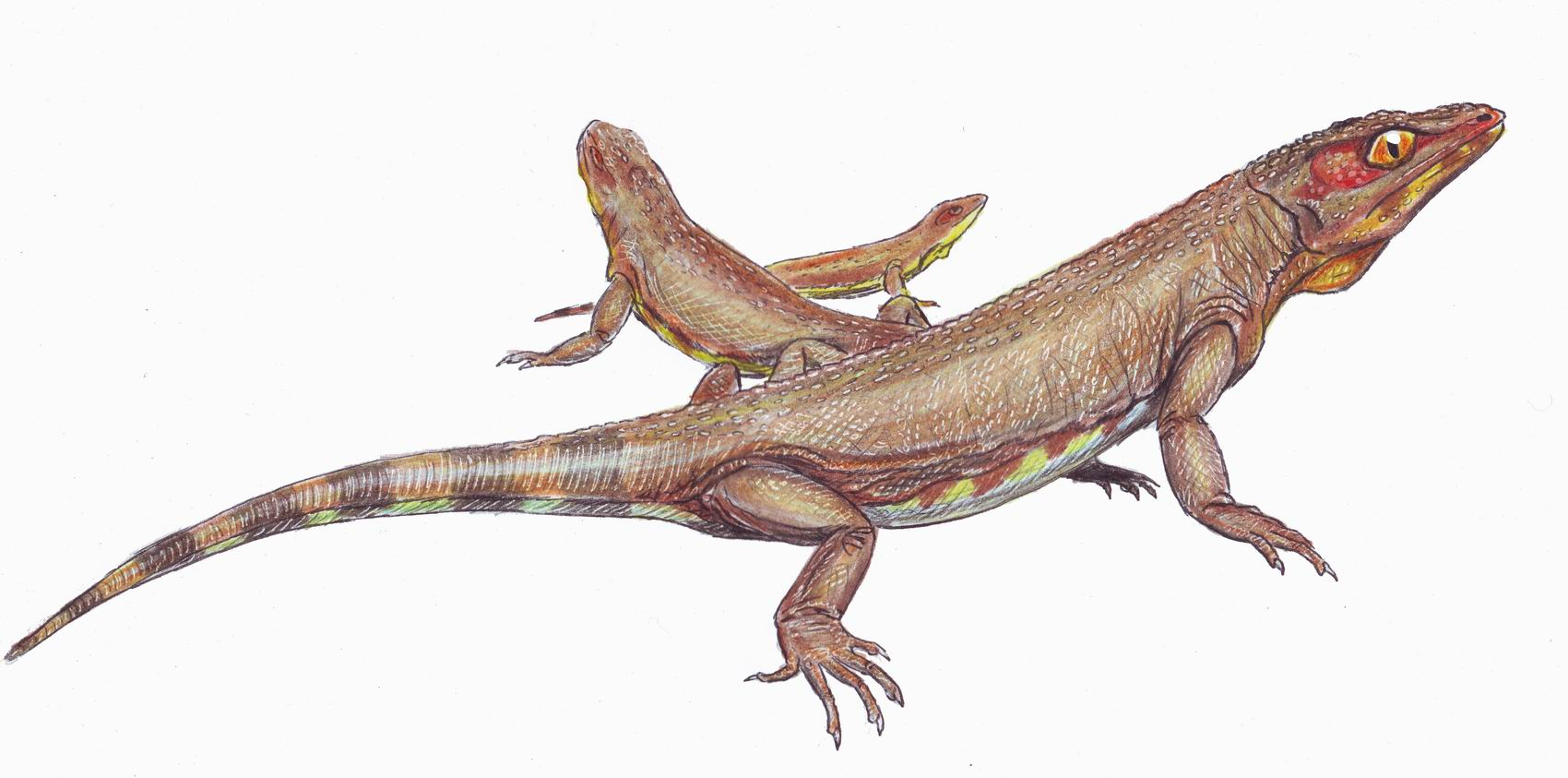
三隻夜守龍

目前已發現上百具夜守龍的化石，都發現於俄羅斯歐洲部分的梅津河流域，化石包含各種年齡層。根據齒列，夜守龍是種草食性動物。根據化石發現地的沉積層，牠們應該是以水生植物為食。成年夜守龍的身長平均為36公分，頭骨長為4.4公分。目前已發現兩個種：模式種N. acudens、N. ineptus。